# Szczęsny Starkiewicz
Szczęsny (Feliks) Konstanty Starkiewicz (ur. 20 października 1881 w Piotrkowie, zm. 12 września 1958 w Gdańsku) – ksiądz rzymskokatolicki, proboszcz parafii w Lipnie i dziekan lipnowski, wcześniej – działacz społeczny, publicysta, poseł do Sejmu Ustawodawczego (1919–1922).  

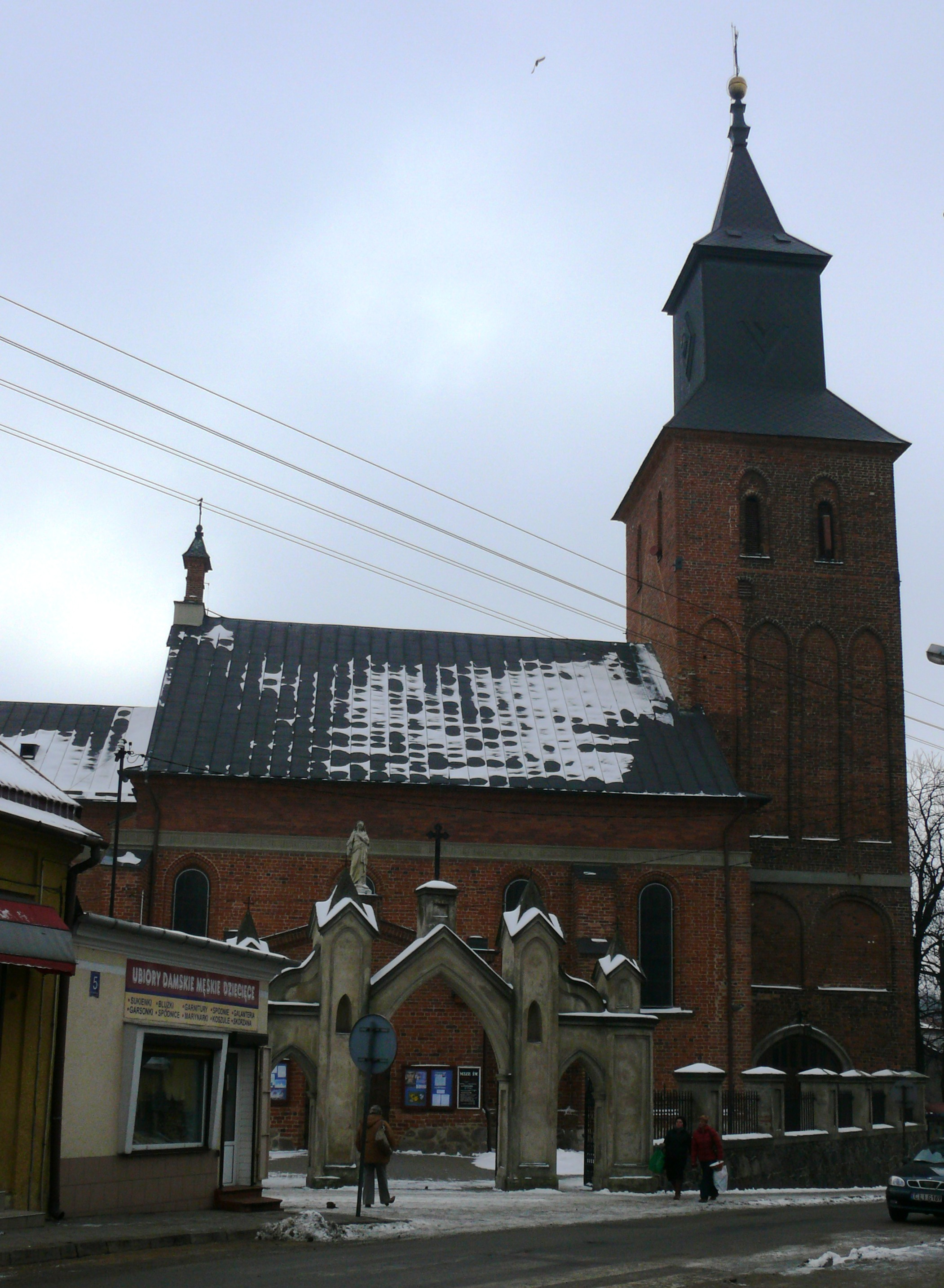
Kościół Wniebowzięcia NMP w Lipnie

## Życiorys
Ojcem Szczęsnego Starkiewicza był Jan Starkiewicz, nauczyciel gimnazjalny w Piotrkowie Trybunalskim i w Kielcach oraz w łódzkiej szkole ludowej (skazany na zesłanie po powstaniu styczniowym), a matką – Ludwika Legiecka. Szczęsny miał starszego brata, Władysława.
Szczęsny Starkiewicz skończył gimnazjum w Łodzi, po czym wstąpił do seminarium duchownego we Włocławku (1899). Po uzyskaniu święceń (1904) był wikariuszem w Żytniowie (powiat wieluński) i w Pyzdrach. W 1906 roku został przeniesiony do Włocławka, gdzie był wikariuszem katedralnym i prefektem w szkołach początkowych, a w 1907 roku – do Lutomierska (powiat łaski). Bezskutecznie starał się o stanowiska proboszcza w Jedlnie (powiat noworadomski) i prefekta szkół ludowych w Truskolasach (powiat częstochowski) – wyjechał do Brazylii (Araukaria, stan Parana), gdzie współpracował z Józefem Anuszem jako duszpasterz emigracji polskiej. Po powrocie do Polski – przez Paryż i Monachium – był duszpasterzem w Truskolasach (1913–1915) i w Żurawiu (powiat częstochowski) oraz administratorem parafii Lubień (powiat włocławski, 1918).
W wojnie polsko-bolszewickiej (1919−1920) ks. Starkiewicz wziął udział jako kapelan Dywizji Ochotniczej – został odznaczony Krzyżem Walecznych.
W kolejnych latach był:
- członkiem dozoru szkolnego w gminie Lubień (1923) i gminie Krzykosy
- proboszczem w Grzegorzewie (powiat kolski, 1926–1932)
- proboszczem w Brzeźniu (powiat sieradzki, od 1932)
- dziekanem złoczowskim (1933–1939)

Część wygłaszanych kazań – „Kalendarz Roku Świętego” na rok 1925 – opublikowano w grudziądzkim czasopiśmie „Gość Świąteczny”. Opisując treść rocznika 1926 Zenona Jabłońska napisała, że szczególnie ciekawe są nauki Szczęsnego Starkiewicza związane z Ewangeliami na poszczególne niedziele. W tych kazaniach piętnował on wiele ludzkich wad, np. obżarstwo, pijaństwo. Wołał w nich m.in.:

…sami będziecie kowalami swego szczęścia i od was samych przede wszystkim los Polski zależy, - bądźcie ofiarni, bo żaden obcy naród ratować was nie będzie, jeśli najpierw sobie pomocy nie dacie! Bądźcie pełni zapału do pracy! Oszczędzajcie! Zaniechajcie walk stanowych i partyjnych! Wszyscy wspólnie dobro Ojczyzny przede wszystkim miejcie na oku!

W czasie II wojny światowej ks. Starkiewicz został aresztowany przez Niemców (październik 1941) i uwięziony w obozie w Konstantynowie. Po zwolnieniu z obozu mieszkał w okupowanej Warszawie. W 1943 roku wygłosił tu rekolekcje na prośbę bp. Stanisława Galla.   
Od 1946 roku do śmierci Szczęsny Starkiewicz był proboszczem w Lipnie.

## Działalność społeczna i polityczna
Już jako alumn seminarium duchownego Starkiewicz współpracował z pismem „Dla swoich”, wydawanym przez księży – sympatyków Ligi Narodowej. W pierwszych latach duszpasterstwa (w Żytniowie i Pyzdrach) zajmował się działalnością społeczną w obronie robotników i chłopów, np. zakładając kółka rolnicze – został za tę działalność przez władze carskie pozbawiony pensji. W 1906 roku założył we Włocławku ochronkę dla dzieci i wygłaszał „kazania robotnicze”. Związał się z Narodowym Związkiem Robotniczym. Sprawami obrony interesów robotników i chłopów zajmował się też w czasie podróży do Niemiec i Francji (w Paryżu i Monachium poznał metody pomocy socjalnej). Jako wikary w Truskolasach należał do organizatorów lokalnej grupy Związku Walki Czynnej, a jako proboszcz w Żurawiu został prezesem Zarządu Okręgowego Polskiej Macierzy Szkolnej w Radomsku.
W 1916 roku uczestniczył w zjeździe ludowym w Warszawie, na którym przedstawił projekty uchwał wyrażających sprzeciw wobec rekrutacji do „Polnische Wehrmacht” (poparte przez większość delegatów). Apelował też o powołanie tymczasowego rządu narodowego (z katolickim królem) i ustalenie zasad demokratycznych wyborów do Sejmu Ustawodawczego. Jako administrator parafii Lubień (1918) publikował artykuły dotyczące sytuacji na wsi, z apelami o zakładanie organizacji spółdzielczych, kulturalnych i oświatowych; brał też udział w założycielskim zjeździe Polskiego Zjednoczenia Ludowego (PZL).
W roku 1919 został wybrany do Sejmu Ustawodawczego (z listy PZL). W Sejmie był wiceprezesem, a potem prezesem klubu Narodowego Zjednoczenia Ludowego oraz aktywnym członkiem komisji aprowizacyjnej, ochrony pracy i odbudowy kraju – złożył 11 interpelacji, brał czynny udział w przygotowywaniu „Uchwały w przedmiocie zasad reformy rolnej” (czerwiec-lipiec 1919) i „Ustawy o wykonaniu reformy rolnej” (lipiec 1920).
Do kolejnego Sejmu nie został wybrany (przeszedł wówczas, z Leopoldem Skulskim do PSL „Piast”). Jako proboszcz w Grzegorzewie działał w Radzie Gminy i Sejmiku Powiatowym w Kole (w komisjach zajmujących się opieką społeczną) i inicjował społeczne akcje, np. budowę Domu Ludowego, organizację spółdzielni mleczarskiej, utworzenie Parafialnego Towarzystwa Budowy Dróg i Kasy Stefczyka. W Brzeźniu założył spółdzielnię czapniczą i bibliotekę oraz doprowadził do elektryfikacji wsi.
Jego działalność publicystyczna (np. publikacje w „Gazecie grudziądzkiej”, „Gościu Świątecznym”, „Głosie Ludu”, „Słowie Polskim”, „Gazecie Niedzielnej”) nie była aprobowana przez władze kościelne ze względu na zbytni radykalizm społeczny. W ostatnich latach życia pisał „Przyczynki do monografii Lipna” i wspomnienia zatytułowane „Przeżyte w kapłaństwie i młodości”.
Zmarł w 1958 roku w Klinice Chorób Wewnętrznych w Gdańsku. Został pochowany na cmentarzu parafialnym w Lipnie.

## Ordery i odznaczenia
- Krzyż Walecznych[1]
- Złoty Krzyż Zasługi (27 października 1937)[8]

## Upamiętnienie
Imię ks. Szczęsnego Starkiewicza nadano jednej z ulic w Grzegorzewie.